# Nyolcszögszámok
A nyolcszögszámok a figurális számokon belül a sokszögszámok közé tartoznak. Az n-edik nyolcszögszám on a közös csúcsból rajzolt, legfeljebb n pont oldalhosszúságú szabályos nyolcszögek körvonalai egymástól különböző pontjainak száma. 
Az n-edik nyolcszögszám általánosan a következő képlettel adható meg:
{\displaystyle o_{n}=3n^{2}-2n\quad (n>0)}.
Az első néhány nyolcszögszám:
1, 8, 21, 40, 65, 96, 133, 176, 225, 280, 341, 408, 481, 560, 645, 736, 833, 936, 1045, 1160, 1281, 1408, 1541, 1680, 1825, 1976, 2133 … (A000567 sorozat az OEIS-ben)
A nyolcszögszámok előállíthatók egy négyzet négy oldalára háromszögszámok állításával. Ezt algebrailag kifejezve, az n-edik nyolcszögszám éppen:
{\displaystyle x_{n}=n^{2}+4\sum _{k=1}^{n-1}k=3n^{2}-2n.}
Az n-edik nyolcszögszám megkapható az n négyzetének és az (n - 1)-edik téglalapszámnak az összeadásával is.

## Párosság
A nyolcszögszámok párossága váltakozik.

## Általánosított nyolcszögszámok
Az általánosított nyolcszögszámok is a fenti képlettel állíthatók elő, de a nullát és a negatív egész számokat is megengedve. A következő sorrendben szokás az általánosított nyolcszögszámokat előállítani: 0, 1, −1, 2, −2, 3, −3, 4..., ami a következő sorozatot adja:
0, 1, 5, 8, 16, 21, 33, 40, 56, 65, 85, 96, 120, 133, 161, 176, 208 … (A001082 sorozat az OEIS-ben)
Minden második általánosított nyolcszögszám „normál” nyolcszögszám is egyben. 
A nyolcszögszámokat időnként csillagszámoknak is nevezik, de ezt a kifejezést általában inkább a középpontos tizenkétszögszámokra alkalmazzák.

## Tesztelés nyolcszögszámokra
Az n-edik nyolcszögszám, {\displaystyle x_{n}} megadási képletét n-re megoldva a következő képletet kapjuk:
{\displaystyle n={\frac {{\sqrt {3x_{n}+1}}+1}{3}}.}
Tetszőleges x szám nyolcszögszám mivolta tesztelhető a fenti képletbe való behelyettesítéssel. Ha n egész számra jön ki, akkor x az n-edik nyolcszögszám. Ha n nem egész szám, akkor x nem nyolcszögszám.
Ez egyben tekinthető x nyolcszöggyöke kiszámításának is.